# Carine Cridelich
Carine Cridelich é uma engenheira mecânica francesa que atualmente ocupa o cargo de chefe de estratégia de corrida da equipe de Fórmula 1 da Haas.

## Carreira
Cridelich estudou engenharia mecânica na Supmicrotech-ENSMM, mecatrônica na Hochschule Karlsruhe (HKA) / Universidade de Ciências Aplicadas, engenharia de automobilismo na Universidade Oxford Brookes e obteve um doutorado na Universidade de Franco-Condado.
Depois de concluir seu doutorado na França, ela se mudou para Oxford em 2015 para perseguir seu sonho de trabalhar no automobilismo. Em maio de 2016, Cridelich já estava em seu primeiro projeto de Fórmula 1, após ingressar no departamento de aerodinâmica da Williams Racing, ela deixou a equipe de Grove no mês de outubro do mesmo ano.
Em fevereiro de 2017, Cridelich ingressou na Toro Rosso como engenheira de estratégia de corrida da equipe, que foi rebatizada para AlphaTauri em 2020 e Racing Bulls em 2024, com ela ascendendo a função de engenheira de estratégia de corrida sênior em fevereiro de 2024.
Em janeiro de 2025, foi divulgado que Cridelich havia sido contratada pela Haas como sua primeira chefe de estratégia de corrida e, que ela se juntaria à equipe no dia 1 de março.